# 伊斯塔西瓦特爾-波波卡特佩特國家公園

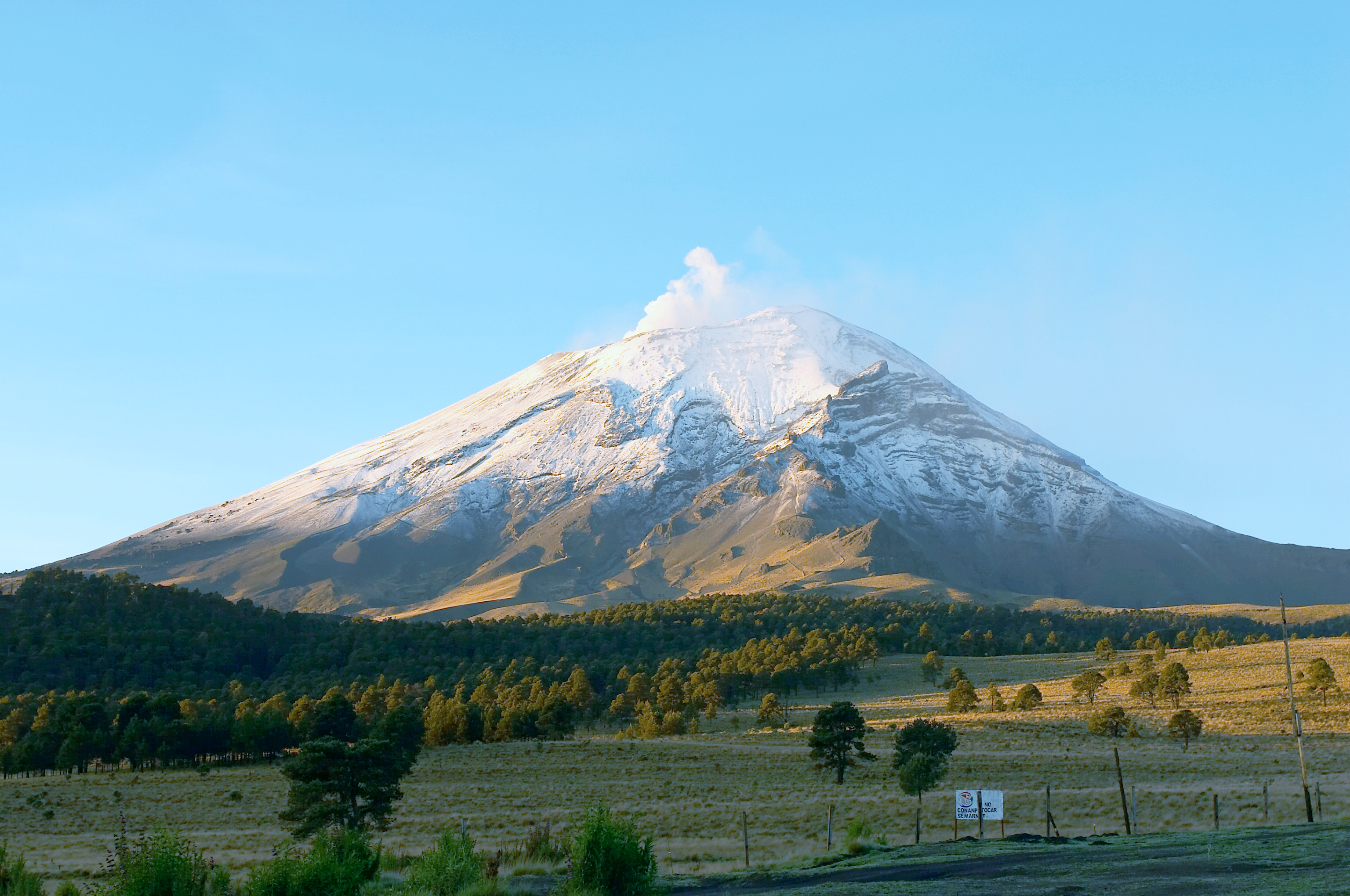
波波卡特佩特火山北面

伊斯塔西瓦特爾-波波卡特佩特國家公園是墨西哥的國家公園，位於墨西哥州、普埃布拉州和莫雷洛斯州之間的交界處，始建於1935年11月7日，面積398平方公里。

## 外部連結
- Web site at CONANP (Spanish)

19°14′10″N 98°39′48″W / 19.2362°N 98.6634°W